# Џозефвил (Мисури)
Џозефвил (енгл. Josephville) град је у америчкој савезној држави Мисури.

## Демографија
По попису из 2010. године број становника је 376, што је 106 (39,3%) становника више него 2000. године.
| Група             | 2000.       | 2010.       |
| Белци             | 267 (98,9%) | 363 (96,5%) |
| Афроамериканци    | 0 (0,0%)    | 4 (1,1%)    |
| Азијати           | 1 (0,4%)    | 1 (0,3%)    |
| Хиспаноамериканци | 2 (0,7%)    | 2 (0,5%)    |
| Укупно            | 270         | 376         |